# Adalbert von Barby
Pour les articles homonymes, voir Barby.
Adalbert Roderich Levin von Barby (né le 20 février 1820 à Potsdam et mort le 20 novembre 1905 à Loburg) est un général de cavalerie prussien.

## Biographie

### Origine
Barby est issu de la famille noble von Barby et est le fils du lieutenant-général prussien Wilhelm von Barby (de) (1795-1883) et de son épouse Pauline Clementine Ulrike, née von Wulffen (1800-1880). Le lieutenant-général prussien Rudolf von Barby (de) (1821-1906) est son frère.

### Carrière militaire
À partir de 1831, Barby étudie aux maisons des cadets à Potsdam et à Berlin. Le 5 août 1837, il est affecté comme sous-lieutenant au régiment des Gardes du Corps de l'armée prussienne. Il y exerce les fonctions d'adjudant de régiment du 1er décembre 1843 au 1er juin 1851 et est entre-temps promu premier lieutenant en mai 1849. Le 15 avril 1852, Barby est promu Rittmeister et dans les années à venir, il commande plusieurs escadrons. Le 11 mai il reçoit le caractère et le 24 août 1858 le brevet pour ce grade. En 1859, Barby est officier d'état-major titulaire pour la durée de la relation de mobilité à l'occasion de la campagne d'Italie et est maintenu dans cette position après la démobilisation. Le 26 avril 1862, il est nommé commandant du 1er régiment de cuirassiers à Breslau. Dans cette fonction, Barby est promu lieutenant-colonel le 17 mars 1863 et colonel au printemps 1866. La même année, il participe avec son régiment à la bataille de Sadowa et à la bataille de Tobitschau pendant la guerre austro-prussienne. Le 14 juillet 1866, ses cuirassiers sont chargés de la reconnaissance de Kostelez via Proßnitz vers Prerau. Il s'ensuit le combat de Biskupice, au cours de laquelle Barby, à la tête de la 1re escadrille, franchit un carré ennemi, n'enregistrant que de faibles pertes personnelles.
Après la paix de Prague, son unité reçut le nom de régiment de cuirassiers du Corps lors de son entrée dans la garnison de Breslau et le roi Guillaume Ier honore Barby pour ses actions le 20 septembre 1866 avec l'ordre Pour le Mérite. Avec la position à la suite de son régiment, il est transféré le 14 janvier 1868 à Hanovre et est nommé commandant de la 19e brigade de cavalerie. Après la mobilisation à l'occasion de la guerre contre la France, Barby est promu major-général le 25 juillet 1870 et il dirige sa brigade lors des batailles de Mars-la-Tour et de Saint-Privat et de plusieurs autres escarmouches. Pour ses actions, il reçoit les deux classes de la croix de fer et après la fin de la guerre, il est nommé commandant de la 20e brigade de cavalerie, également stationnée à Hanovre. Il est ensuite affecté au poste de commandant de Hanovre à partir du 14 mars 1874, puis promu lieutenant-général le 19 septembre 1874. Dans cette position, Barby est décoré de l'Ordre de l'Aigle rouge de 1re classe avec feuilles de chêne et l'Ordre de la Couronne de 1re classe. Avec le caractère de général de cavalerie, il est mis à disposition le 14 mars 1884 avec la remise de la croix et de l'étoile de commandeur de l'Ordre de la Maison Royale de Hohenzollern avec la pension légale. Pour faciliter le passage à la retraite, Barby reçut en outre un cadeau d'une valeur de 3000 thalers.
Le 16 août 1903, il est encore autorisé à porter l'uniforme du 1er régiment de cuirassiers

### Famille
Barby se marie le 6 juillet 1853 à Detmold avec Luise Funk von Senfftenau (1830-1867). Plusieurs enfants sont nés de cette union. Sa fille Anna (née en 1855) épouse en 1876 Friedrich von Beaulieu-Marconnay (né en 1852), chambellan du grand-duc héritier d'Oldenbourg.